# Plynnon aduncum
Espèce
Plynnon aduncum est une espèce d'araignées aranéomorphes de la famille des Phrurolithidae.

## Distribution
Cette espèce est endémique du Yunnan en Chine,. Elle se rencontre dans le xian de Tengchong.

## Description
Le mâle holotype mesure 2,92 mm et la femelle paratype 3,61 mm.

## Publication originale
- Jin, Li & Zhang, 2022 : « First record of the genus Plynnon Deeleman-Reinhold, 2001 from China, with the description of a new species (Araneae, Phrurolithidae). » Biodiversity Data Journal, vol. 10, no e85029, p. 1-8.